# No. 10 (Inter-Allied) Commando

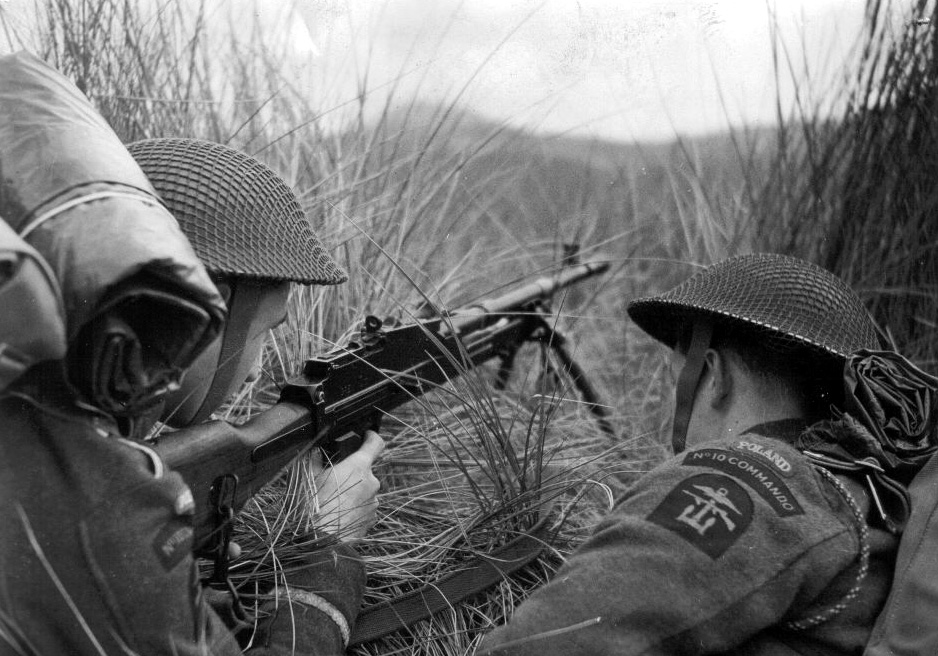
Poolse Commando's van No. 10 (Inter-Allied) Commando oefenen in Schotland

In januari 1942 werd het speciale No. 10 (Inter-Allied) Commando opgericht, een geallieerde eenheid waarin buitenlandse vrijwilligers zaten die de talen van de geallieerde landen spraken. De eenheid was onderverdeeld volgens nationaliteit in troops (compagnies):
- No. 1 en No. 8 bestonden uit Fransen
- No. 2 uit Nederlanders
- No. 4 uit Belgen, onder meer actief bij Domburg
- No. 5 uit Noren, onder meer actief bij Domburg onder commando van kpt. Rolf Hauge, die gewond raakte en later het Military Cross kreeg
- No. 6 uit Polen
- No. 7 uit Joegoslaven
- No. 3 werd later omgedoopt in Miscellaneous Troop en bestond uit een gemengd gezelschap: de meesten hadden een Duitse, Oostenrijkse of Oost-Europese achtergrond, sommigen waren politiek of godsdienstig vluchteling uit nazi-Duitsland

No. 10 (Inter-Allied) Commando is nooit als eenheid ingezet; de verschillende onderdelen werden bij andere commando-eenheden ingedeeld.

## No. 2 (Dutch) Troop
Op 22 maart 1942 gingen 48 vrijwilligers van de Prinses Irene Brigade naar het 'Commando Basic Training Centre' in Achnacarry, Schotland. Van hen vielen 24 mannen af, de andere 25 werden naar No. 4 Commando in Troon overgeplaatst, waar No. 2 (Dutch) Troop werd gevormd. Hun commandant werd 1e luitenant P.J. Mulders met als toegevoegde officieren Lt. J. Linzel, Lt. M.J. Knottenbelt en Lt. C.J.L. Ruysch van Dugteren, die via Zuid-Afrika naar Engeland was gekomen.
Op 16 juli werd Dutch Troop overgeplaatst naar Portmadoc in Noord-Wales waar zij tot 31 mei 1943 bij No. 10 Commando onder luitenant-kolonel D. Lister werd ingedeeld. Op 6 december kwam prins Bernhard naar Portmadoc om hen een Nederlandse vlag te brengen.
Op 31 mei 1943 verhuisden No. 2 Dutch Troop en No. 10 Commando naar Eastbourne, hun nieuwe thuisbasis. In oktober werden ze voor een training in de bergen naar Braemar gestuurd, een dorp in Noord-Schotland. Op 11 december vertrok No. 2 Dutch Troop met een Britse commandobrigade aan boord van de SS Streadhead vanuit Gourock, en op 15 januari kwamen zij in Bombay aan. Bij Poona werd Dutch Troop in een tentenkamp ondergebracht. Als eenheid werden ze niet ingezet, maar commando's werden apart ingezet bij Britse onderdelen. Zo werden vijf Nederlandse commando's geloot die naar Birma gingen, Knottenbelt en Van der Veer van de 44ste en G. Ubels, Blatt en Koning van de 5de Royal Marine Commando. Ubels kreeg onderweg malaria en werd in een hospitaal opgenomen, de ander vier commando's vervolgden hun weg. Zij vochten tegen de Japanners.
Linzel wilde met Dutch Troop terug naar Europa om tegen de Duitsers te vechten, en bepleitte dit bij onder anderen admiraal Mountbatten in Kandy op Ceylon. Op 18 juli 1944 werd Dutch Troop in Bombay ingescheept en naar Eastbourne teruggebracht. Daar hoorden zij dat de Irene Brigade aan D-Day had meegedaan. Knottenbelt was net op tijd om mee te doen aan Operatie Market Garden, maar raakte gewond, ontsnapte en keerde terug naar Londen.

## No. 4 (Belgian) Troop
No. 4 (Belgian) Troop bestond uit Belgen: zeven officieren en 100 mannen van de 1ste Onafhankelijke Belgische Brigade stonden vanaf 7 augustus 1942 onder commando van kapitein Georges Danloy.